# Benvenuto sulla Terra
Benvenuto sulla Terra (Hard Time on Planet Earth) è una serie televisiva statunitense in 13 episodi trasmessi per la prima volta nel corso di una sola stagione nel 1989.
È una serie di fantascienza incentrata sulle vicende di Jesse, un alieno ex guerriero reduce da una guerra interplanetaria condannato a vivere per un periodo sotto forma umana sulla Terra. Qui viene couadiuvato da "Control", un congegno robotico della forma di un occhio che vigila su di lui.

## Personaggi e interpreti
- Jesse (13 episodi, 1989), interpretato da Martin Kove.
- Control (13 episodi, 1989), voce di Danny Mann.
- Ms. Yardley (2 episodi, 1989), interpretata da Timothy Blake.
- Bruno (2 episodi, 1989), interpretato da Vance Colvig.
- Wright (2 episodi, 1989), interpretato da Vincent Craig Dupree.
- Bill Webber (2 episodi, 1989), interpretato da Brad Kepnick.
- Mrs. Rosetti (2 episodi, 1989), interpretata da Catherine Paolone.
- Freak (2 episodi, 1989), interpretato da Shane Ralston.
- Bellman (2 episodi, 1989), interpretato da Kent Stoddard.

## Produzione
La serie, ideata dai fratelli Jim e John Thomas, fu prodotta da Demos-Bard/Shanachie Productions e Touchstone Television. Le musiche furono composte da Joseph Conlan.

### Registi
Tra i registi sono accreditati:
- Roger Duchowny in 3 episodi (1989)
- Michael Lange in 3 episodi (1989)
- Ed Zuckerman

### Sceneggiatori
Tra gli sceneggiatori sono accreditati:
- Bruce Cervi in 3 episodi (1989)
- Michael Piller in 3 episodi (1989)
- Richard Chapman in 2 episodi (1989)
- E. Jack Kaplan in 2 episodi (1989)
- Daniel Freudenberger

## Distribuzione
La serie fu trasmessa negli Stati Uniti dal 1º marzo 1989 al 21 giugno 1989  sulla rete televisiva CBS. In Italia è stata trasmessa su Canale 5 con il titolo Benvenuto sulla Terra.
Alcune delle uscite internazionali sono state:
- negli Stati Uniti il 1º marzo 1989 (Hard Time on Planet Earth)
- nel Regno Unito il 19 agosto 1990
- in Francia il 17 dicembre 1990 (Pas de répit sur la planète terre)
- in Spagna (A la tierra)
- in Germania Ovest (Jesse aus dem All)
- in Ungheria (Nehéz napok egy Föld nevű bolygón)
- in Italia (Benvenuto sulla Terra)

## Episodi
| Stagione       | Episodi | Prima TV USA | Prima TV Italia |
| -------------- | ------- | ------------ | --------------- |
| Prima stagione | 13      | 1989         |                 |